# Alex Cousseau
Pour les articles homonymes, voir Cousseau.
Œuvres principales
- Les trois loups (2002)
- Charles à l'école des dragons (2010)
- Les trois vies d'Antoine Anacharsis (2012)

Alex Cousseau, né en 1974 à Brest, est un auteur de littérature jeunesse français. Il vit dans le Finistère.

## Biographie
Alex Cousseau, né à Brest, a suivi des études d'arts plastiques et d'audiovisuel. Depuis le début des années 2000, il écrit des romans, pour enfants, adolescents et adultes, et des albums jeunesse illustrés par différents illustrateurs. Il a différents éditeurs, les éditions du Rouergue, les éditions du Seuil ou les éditions Sarbacane.
Son premier album, Les Trois loups, est publié en 2002 à L’École des loisirs.
Son roman jeunesse Les trois vies d'Antoine Anacharsis, est publié en 2012. Corinne Bouquin, dans son avis critique dans La Revue des livres pour enfants, écrit : « Ce récit d'aventures qui se passe au XIXe siècle, lance le héros sur une chasse au trésor, des pirates, avec des rencontres étonnantes. Et l'on traverse tout ce siècle à la recherche de ce trésor, de Madagascar en Haïti, à New York, en Afrique pour revenir à Nosy Boraha. »
Grizzli et moi, autre roman jeunesse, est publié en 2017. Pour Michel Abescat, dans son avis critique de Télérama : « Quelle poésie dans ce livre tout en douceur, écrit au bonheur des mots ! (...) Douze contes, parfois à la limite de l’absurde, où les mœurs félines sont finement observées, douze petits bijoux sans un mot de trop. »
En 2018, il reçoit le prestigieux prix international, le Prix BolognaRagazzi, dans la catégorie Fiction, à la Foire du livre de jeunesse de Bologne pour L'Oiseau blanc qu'il a écrit, et illustré par Charles Dutertre. L'album est inspiré de la vie de Charles Nungesser qui, en 1927, a tenté la traversée entre Paris et New York sans escale.
Il a écrit plusieurs romans aux éditions du Rouergue qui se lisent de façon recto-verso, avec deux histoires en écho, particularité de la collection « Boomerang ». Pour son ouvrage recto-verso Par la forêt / Par le lac, publié en 2019, Michel Abescat, dans son avis critique de Télérama, écrit : « Les mots sont simples, pleins de lumière. La poésie surgit avec délicatesse de l’espace que le texte ménage à l’imagination du lecteur. »

## Œuvres

### Romans
- Poisson-lune, Rouergue, 2004
- Tout le monde s'embrasse sauf moi, illustrations de Nathalie Choux, Rouergue, 2004
- Des cerises plein les poches, illustrations de Mariona Cabassa, Rouergue, 2004
- Le cri du phasme, Rouergue, 2005
- Sanguine, Rouergue, 2005
- Ça tourne pas rond, illustrations de Séverin Millet, Rouergue, 2005
- Déguisés en rien, illustrations de Nathalie Choux, Rouergue, 2006
- Soleil métallique, Rouergue, 2006
- Les yeux qui chantent, Rouergue, 2007
- Mon corps est un œil, Rouergue, 2007
- Prune et Rigoberto, illustrations de Natacha Sicaud, Rouergue, 2007
- L'ami l'iguane, illustrations d'Anne-Lise Boutin, Rouergue, 2008
- Je suis le chapeau[9], coll. « DoAdo », Rouergue, 2009
- Cabanes, résidence avec Ludovic Degroote, Nuit myrtide éd., 2009
- Ma première nuit à la belle étoile, Rouergue, 2010
- Requin-baleine ou Comment naissent les petits frères, les petites sœurs et les étoiles filantes, illustration d'Aurélia Grandin, Oskar, 2011
- Le dur métier de loup, roman collectif avec Olivier de Solminihac, Marie Desplechin, Christian Oster et Kéthévane Davrichewy, l'École des loisirs, 2011
- Les trois vies d'Antoine Anacharsis[2],[3],[4], coll. « DoAdo », Rouergue, 2012
- Mon frère est un cheval / Mon cheval s'appelle orage, Rouergue, coll. « Boomerang », 2012
- L'attrape-fantôme, Rouergue, 2012
- Totem / Je t'aime[10], Rouergue, coll. « Boomerang », 2013
- L'explosion du petit pois, Rouergue, 2013
- Un lézard amoureux, Rouergue, 2013
- En compagnie des ours : douze histoires en attendant le printemps, Rouergue, 2014
- Une Indienne dans la nuit, écrit avec Valie Le Gall, illustrations de Loïc Froissart, Rouergue, 2014
- Le pirate et l'acrobate, écrit avec Valie Le Gall, illustrations de Max de Radiguès, Rouergue, 2015
- Le roi des fous, Valie Le Gall / La licorne invisible, Alex Cousseau, illustrations Marta Orzel, Rouergue, 2015
- Le fils de l'ombre et de l'oiseau[11], Rouergue, coll. « DoAdo », 2016
- Je suis née sous l'eau / Je suis né sous la terre, écrit avec Valie Le Gall, Rouergue, coll. « Boomerang », 2016
- Paco le rêveur, avec Olivier Latyk, Belin éducation, 2017
- Grizzli et moi : les jours heureux d'un chat et d'une chaussette[5], Rouergue, 2017
- Série Parmi les vivants, écrit avec Valie Le Gall, Rouergue, coll. « Épik »

1. Abel, 2016
2. Louise, 2017

- NIHIL : le tourbillon du temps, Rouergue, 2018
- Par la forêt / Par le lac[8], Rouergue, coll. « Boomerang », 2019
- Série King et Kong, illustrations de Clémence Paldacci, Rouergue
  - King et Kong[12], 2020
  - King et Kong se font livrer un cousin[13],[14], 2021

### Albums illustrés
- Les trois loups, illustrations de Philippe-Henri Turin, l'École des loisirs, 2002
- Je veux être une maman tout de suite !, illustrations de Philippe-Henri Turin, l'École des loisirs, 2002
- Quichute et Sang-Chaud ou Comment endormir les enfants en 5 leçons, illustrations de Philippe-Henri Turin, l'École des loisirs, 2003
- On veut voler mon trésor !, illustrations de Philippe-Henri Turin, l'École des loisirs, 2004
- Pangbotchi, illustrations de Philippe-Henri Turin, l'École des loisirs, 2005
- Dans moi, illustrations de Kitty Crowther, Éditions MeMo, 2007
- Un rhinocéros amoureux pèse-t-il plus lourd qu'un rhinocéros tout court ?, illustrations de Nathalie Choux, Sarbacane, 2007
- Les mammouths, les ogres, les extraterrestres, et ma petite sœur, illustrations de Nathalie Choux, Sarbacane, 2008
- L'endroit rêvé, illustrations de Philippe-Henri Turin, l'École des loisirs, 2008
- Les poissons savent-ils nager ?, illustrations Nathalie Choux, Sarbacane, 2009
- Série Charles, illustrations de Philippe-Henri Turin, Seuil jeunesse

1. Charles à l'école des dragons, 2010
2. Charles, prisonnier du cyclope, 2012
3. Charles apprenti dragon, 2014 (Réuni les deux premiers titres, Charles à l'école des dragons et Charles, prisonnier du cyclope, avec en bonus un cahier spécial de 8 pages présente les mémoires d'un jeune dragon et une lettre de Charles à ses parents où il explique comment il a appris à dessiner pour avoir des souvenirs de tout ce qu'il lui est arrivé. Ce courrier est accompagné de poèmes et d'une sélection d'images faites par Charles. On commence par les brouillons, les crayonnés, puis les brou de noix et finalement les images couleurs. Avant de partir vers de nouvelles aventures, Charles annonce qu'il veut délivrer une princesse prisonnière quelque part, clin d’œil au prochain titre)[15].
4. Charles amoureux d'une princesse, 2015
5. Méchant Charles, 2019
6. Charles, un amour de dragon, 2022 (Réuni les deux précédents titres parus, Charles amoureux d'une princesse et Méchant Charles, avec en bonus un cahier de 10 pages, riche en dessins inédits. On y découvre ce qu'il fait en attendant sa prochaine aventure : il lit, bien sûr, écrit des poèmes, - dont nous trouverons de nombreux exemples - dessine, et expérimente surtout les bonheurs et complications de la vie de couple, avec sa chère et délicieuse amoureuse Cornélia... Et pour couronner le tout, Charles, un amour de dragon est accompagné d'une version audio accessible par Q-R code à l'intérieur du livre)[16].
7. Le voyage fantastique de Charles, 2023

- Des kilomètres de ficelle, illustrations de Nathalie Choux, Sarbacane, 2010
- Le roi qui n'a rien, illustrations de Charles Dutertre, Gallimard Jeunesse-Giboulées, 2010
- Coline, illustrations de Chiaki Miyamoto, Sarbacane, 2010
- Alba Blabla & moi, illustrations de Anne-Lise Boutin, Rouergue, 2011
- Lousse, Noche et Bum, illustrations de Candice Hayat, Autrement Jeunesse, 2011
- Mon grand-père devenu ours[17],[18], illustrations de Nathalie Choux, Sarbacane, 2012
- Les frères Moustaches, illustrations de Charles Dutertre, Rouergue, 2013
- Série  Louison Mignon, illustrations de Charles Dutertre, Rouergue

1. Louison Mignon cherche son chiot, 2015
2. Louison Mignon contre le bandit aux feuilles mortes, 2015
3. Louison Mignon et le cochon caché, 2016
4. Louison Mignon fait des confitures avec le shérif, 2016

- Le roi, la graine et leurs enfants, illustrations de Éva Offredo, Sarbacane, 2016
- Le chat qui est chien, illustrations de Charles Dutertre, Rouergue, 2016
- L'Oiseau blanc[7], illustrations de Charles Dutertre, Rouergue, 2017
- Aristide Aristote : l'oiseau est ma boussole, illustrations de Éva Offredo, À pas de loups, 2017
- Ma cousine et moi, on a refait le monde, illustrations de Nathalie Choux, Sarbacane, 2017
- La brigade du silence,illustrations de Charles Dutertre, Rouergue, 2018
- La ballade d'Ilyas, illustrations de David Sala, Casterman, 2018
- Olive & Léandre, illustrations de Janik Coat, Les Fourmis rouges, 2018
- La fille qui cherchait ses yeux, illustrations de Csil, À pas de loup, 2019
- Paraquoi, illustrations de Éva Offrédo, À pas de loups, 2019
- La route du lait grenadine, illustrations de Charles Dutertre, Rouergue, 2019
- Murdo, illustrations de Éva Offredo, Seuil jeunesse, 2020
- Mon coeur est un petit moteur qui démarre avec de l'amour, illustrations de Charles Dutertre, Rouergue, 2021
- Petites nouvelles de la révolution, illustrations de Henri Meunier, Sarbacane, 2021
- Slip[19],[20], illustrations de Janik Coat, Les Fourmis rouges, 2021
- La brigade du buzz, illustrations de Charles Dutertre, Rouergue, 2021
- Les frères Zzli, illustrations de Anne-Lise Boutin, Les Fourmis rouges, 2022
- Josette au bout de l'eau , illustrations de Csil , A pas de loup , 2022
- Série Bonaventure et compagnie, illustrations de Charles Dutertre, collection Dacodac, Rouergue

1. En concert sous les étoiles !, 2023

- Iggy[21], illustrations de Janik Coat, Les Fourmis rouges, 2023
- Murdo, une enquête timbrée , illustrations de Eva Offredo , seuil jeunesse , 2023
- Piccadilly Circus[22], illustrations de Gaya Wisniewski, Éditions Memo, 2023

## Prix et distinctions
- 2011 :  Prix jeunesse des libraires du Québec[23] pour Charles à l'école des dragons d'Alex Cousseau, illustrations de Philippe-Henri Turin
- 2012 : Meilleur livre, dans la catégorie Jeunesse, des Meilleurs livres de l'année du magazine Lire[24] pour Les trois vies d'Antoine Anacharsis
- 2013 :  Prix Libbylit (de l'IBBY)[25] pour Les trois vies d'Antoine Anacharsis
- 2014 : Prix Livrentête[26] pour Mon frère est un cheval / Mon cheval s'appelle orage de Alex Cousseau
- 2017 :  Chevalier de l'ordre des Arts et des Lettres[27]
- 2018 :  Prix BolognaRagazzi catégorie Fiction[6], Foire du livre de jeunesse de Bologne  pour L'Oiseau blanc d’Alex Cousseau, illustrations de Charles Dutertre
- 2021 :  Prix Premio Andersen et prix Strega enfants pour Murdo, le livre des rêves impossibles d'Alex Cousseau, illustrations d'Eva Offredo[28],[29]
- 2022 : Prix Ficelle[30] pour Slip, illustrations de Janik Coat